# Вест Сент Пол (Минесота)
Вест Сент Пол (енгл. West St. Paul) град је у америчкој савезној држави Минесота.

## Демографија
По попису из 2010. године број становника је 19.540, што је 135 (0,7%) становника више него 2000. године.
| Група             | 2000.          | 2010.          |
| Белци             | 16.144 (83,2%) | 13.658 (69,9%) |
| Афроамериканци    | 549 (2,8%)     | 1.164 (6,0%)   |
| Азијати           | 367 (1,9%)     | 424 (2,2%)     |
| Хиспаноамериканци | 1.937 (10,0%)  | 3.803 (19,5%)  |
| Укупно            | 19.405         | 19.540         |